# Cheiracanthium longimanum
Cheiracanthium longimanum är en spindelart som beskrevs av Ludwig Carl Christian Koch 1873. Cheiracanthium longimanum ingår i släktet Cheiracanthium och familjen sporrspindlar. Inga underarter finns listade i Catalogue of Life.